# Falso protagonista
Na ficção, um falso protagonista é uma técnica literária, muitas vezes usada para tornar o enredo mais chocante ou mais memorável, enganando as preconcepções do público ao construir um personagem que o público assume ser o protagonista, para depois revelar que não é.
Um falso protagonista é apresentado no início da obra fictícia como o personagem principal, mas depois é erradicado, muitas vezes morto (geralmente para causar choque ou como uma reviravolta na história) ou alterado em termos de seu papel na história (ou seja, tornando-se para eles um personagem menor, um personagem que sai da história, ou que é revelado ser na verdade o antagonista).

## Visão geral
No cinema, um personagem pode ser feito para parecer o protagonista principal com base em várias técnicas (além de simplesmente focar o enredo em seu papel). Star power é um método muito eficaz; os membros do público geralmente assumem que o maior "nome" de um filme terá um papel significativo a desempenhar. Uma abundância de close-ups também pode ser usada como um método subliminar. Geralmente, a estrela de um filme terá close-ups mais duradouros e frequentes do que qualquer outro personagem, mas isso raramente é imediatamente aparente para os espectadores durante o filme. Alternativamente, o falso protagonista pode servir como narrador do filme, encorajando o público a presumir que o personagem sobreviveu para contar sua história mais tarde.
Muitas das mesmas técnicas usadas no cinema também podem ser aplicadas à televisão, mas a natureza episódica acrescenta uma possibilidade adicional. Ao terminar um ou mais episódios com o falso protagonista ainda no lugar, o programa pode reforçar a crença dos telespectadores no status de protagonista do personagem. Além disso, como os programas de TV costumam ter mudanças de elenco entre as temporadas, algumas séries podem ter falsos protagonistas não intencionais: personagens que começam a série como o personagem principal, mas são substituídos no início do programa por outro personagem totalmente diferente. Quando a série é vista como um todo, isso pode levar ao aparecimento de um falso protagonista.
Nos videogames, um falso protagonista pode inicialmente ser um personagem jogável, apenas para ser morto ou revelado como o antagonista. Uma maneira fundamental pela qual os videogames empregam o método que difere dos usos na ficção não interativa é conceder ao jogador controle direto sobre o falso protagonista. Como a maioria dos videogames permite que um jogador controle apenas os personagens principais (e seu sucesso ou fracasso é baseado na habilidade de jogo, não na história pré-determinada), a morte repentina do personagem que está sendo controlado serve para surpreender o jogador.

## Exemplos

### Literatura
- O Livro de Samuel começa com o nascimento de Samuel e o chamado de Deus para ele quando menino. A essa altura, os leitores são levados a acreditar que Samuel é a figura central do livro. No entanto, no décimo sexto capítulo, o livro comece a se concentrar principalmente em David.[3]
- A conhecida história de Aladim nas Mil e Uma Noites começa com um mago empreendendo uma difícil missão desde o Marrocos até a China para recuperar uma poderosa lâmpada mágica. Só aos poucos fica claro que o menino Aladim, que o Mágico conhece na China, é o verdadeiro protagonista, e o bruxo acaba se revelando o vilão da história.
- O romance de George R. R. Martin, A Guerra dos Tronos, a primeira parte da série de fantasia épica As Crônicas de Gelo e Fogo, apresenta capítulos contados do ponto de vista de vários personagens, embora o mais proeminente seja Ned Stark. Na adaptação para a televisão Game of Thrones, ele foi interpretado por Sean Bean, que recebeu o maior faturamento entre o elenco da primeira temporada. Stark é geralmente considerado o protagonista principal da série até os capítulos finais do romance (correspondente ao penúltimo episódio da primeira temporada), onde é inesperadamente executado.[4][5]
- A light novel Goblin Slayer apresenta um guerreiro, um mago e um monge que recrutam uma sacerdotisa para uma missão de matança de goblins. Os três são comidos, envenenados até a morte e agredidos sexualmente a ponto de acabarem em estado vegetativo. A sacerdotisa é resgatada pelo lendário Goblin Slayer, que substitui seus acompanhantes como protagonista. Os acompanhantes foram apresentados em material de marketing promocional para a light novel e sua adaptação para anime até o lançamento do primeiro episódio.[6]
- O mangá japonês Solanin mostra os conflitos existenciais de Taneda e sua namorada Meiko dividindo um apartamento em Tóquio após se formar na universidade. A história se concentra fortemente em Taneda como vocalista principal da banda Rotti e como ele coloca tudo em risco por sua carreira musical. Uma grande gravadora mostra interesse, mas se oferece para trocar Taneda por um ídolo em ascensão. O acordo é rejeitado. Derrotado, Taneda desaparece apenas para finalmente anunciar seu retorno dias depois. Depois de desligar o telefone, ele morre em um acidente de trânsito. A história continua com o coração partido Meiko pegando seu violão e praticando vigorosamente para tocar sua música "Solanin" para uma platéia ao vivo.

### Filme
- O filme Psycho de Alfred Hitchcock começa com Marion Crane como personagem principal. No entanto, ela é morta no meio do filme, tornando seu assassinato muito mais inesperado e chocante. Hitchcock sentiu que as cenas de abertura com Marion como a falsa protagonista eram tão importantes para o filme que, quando foi lançado nos cinemas, ele obrigou os proprietários dos cinemas a impor uma política de "nenhuma venda de ingresso após o filme começar".[7]
- Em A Nightmare on Elm Street, a personagem de Tina Gray é a falsa protagonista do filme. Ela é retratada como sendo atormentada por pesadelos do vilão principal, Freddy Krueger, e sua vida familiar conturbada é retratada em grande detalhe. Apesar disso, ela é morta quinze minutos depois do início do filme de 90 minutos, permitindo que sua melhor amiga Nancy Thompson se tornasse evidente como a verdadeira protagonista.
  - Mais tarde, houve o exemplo de Kristen Parker de A Nightmare on Elm Street 3: Dream Warriors. Após a recusa de Patricia Arquette em revisitar o gênero de terror, Arquette foi substituída por Tuesday Knight. A versão de Knight se tornou um pequeno papel, onde Kristen foi morta, e sua amiga íntima na escola, Alice Johnson, tornou-se a nova protagonista do quarto filme e sua sequência.
- Jamie Lee Curtis como Laurie Strode é a falsa protagonista de Halloween: Ressurreição após o final do Halloween H20 ser recontado para sugerir que Michael trocou de lugar com um paramédico. Os fãs expressaram descontentamento e indignação com este evento, já que Strode é morta na cena de abertura, mas os eventos que se seguem não têm nenhuma relação.
  - Da mesma forma, Jamie Lloyd é a falsa protagonista de Halloween: The Curse of Michael Myers depois de estrelar como protagonista do quarto e quinto filmes como a filha de Laurie. Isso também ganhou reação negativa devido à reformulação de Jamie Lloyd e à perturbadora história de incesto adicionada, visto que o público também conhecia a personagem quando criança.
- O filme The Place Beyond the Pines pode ser visto como tendo dois falsos protagonistas diferentes. O primeiro, Luke Glanton, é retratado como o protagonista do primeiro terço do filme, passando por uma estrutura geral de três atos. No entanto, ele é morto pelo personagem Avery Cross, que não havia aparecido anteriormente e assume o papel de protagonista pelo próximo terço. Após uma estrutura de ato semelhante para Avery, ocorre um salto temporal, durante o qual Avery se torna um personagem coadjuvante e o papel de protagonista é assumido pelo filho de Luke, Jason Kancam, pelo restante do filme.
- A própria Sidney Prescott pode ser considerada uma falsa protagonista do quinto filme de Pânico. O ciclo promocional do quinto filme, um reboot simplesmente intitulado Scream, mostra Sidney na frente e no centro do pôster, e ela foi promovida como a principal atração para o público assistir ao filme. Apesar disso, é Sam Carpenter, interpretada por Melissa Barrera - a filha ilegítima do original Ghostface, Billy Loomis - que serve como a verdadeira heroína sucessora no filme.
- Em Caçadores de Mentes, JD (Christian Slater) é um dos personagens centrais na abertura do filme, ao lado de Sara (Kathryn Morris). No entanto, JD é morto em meia hora de filme, sendo primeiro personagem a ser morto.
- Marte Ataca! de Tim Burton teve uma série de atores notáveis que interpretaram falsos protagonistas. Todos eles acabam morrendo ou sendo capturados pelos alienígenas. Os atores que interpretaram falsos protagonistas incluem Jack Nicholson, Pierce Brosnan e Michael J. Fox. Os personagens que sobreviveram foram interpretados por atores desconhecidos na época (Natalie Portman, por exemplo).
- Em Aracnofobia, o fotógrafo da natureza Jerry Manley é inicialmente retratado como o protagonista. No entanto, alguns minutos depois, ele é mordido e morto pelo veneno de uma aranha venenosa, e o foco muda para o Dr. Ross Jennings (Jeff Daniels).
- Talvez os falsos protagonistas mais famosos sejam C-3PO e R2-D2 de Star Wars. A sequência de abertura do filme se concentra nos dois enquanto eles lutam para escapar do Tantive IV, que é invadido por stormtroopers imperiais. Depois que eles fogem da nave em uma cápsula de fuga para Tatooine, o filme muda seu foco principal para Luke Skywalker, o verdadeiro protagonista do filme.
- No filme dos irmãos Coen, No Country for Old Men, Llewllyn Moss (Josh Brolin) parece ser o personagem central da história até que ele é morto fora da tela no meio do filme e a narrativa muda o foco para o xerife, interpretado por Tommy Lee Jones.
- Em A Perfect Getaway, um casal bem-educado (interpretado por Steve Zahn e Milla Jovovich), que são os principais protagonistas, descobre que há psicopatas perseguindo e assassinando turistas nas ilhas havaianas. O final revela que eles são os verdadeiros assassinos.
- Em The Ring, Samara (Daveigh Chase) é apresentada como uma trágica protagonista durante flashbacks em que os espectadores devem simpatizar com ela, apenas para o final do filme revelar que ela é uma entidade maléfica.

- O filme de 2020, The Hunt, apresenta uma série de falsos protagonistas começando com Emma Roberts e continuando com Justin Hartley e Ike Barinholtz, antes de revelar que a personagem de Betty Gilpin, Crystal, é a verdadeira protagonista.

### Videogames
- Em Metal Gear Solid 2: Sons of Liberty o jogador inicialmente controla Solid Snake, protagonista dos jogos originais de Metal Gear. Depois que seu destino é deixado desconhecido, o jogo faz com que o jogador assuma o controle de Raiden pelo restante do jogo, enquanto Snake é reduzido a um papel menor.[8] O documento de design do jogo afirmava que Raiden foi concebido para que as jogadoras tivessem mais empatia com ele do que com Snake. Hideo Kojima, o escritor e diretor do jogo, revelou que uma das razões para a introdução de Raiden foi que o uso frequente do rádio CODEC do jogo, que fornecia ao jogador informações valiosas, faria menos sentido ser usado pelo soldado veterano Snake.[9] Kojima também queria introduzir um tema de identidade e investigar a popularidade de Snake entre os jogadores, retratando-o como uma figura lendária da perspectiva de outros personagens, o que exigia que o jogador não o controlasse mais.[8]
- A série de jogos de luta Tekken apresentava Kazuya Mishima (三島 一八) como o protagonista do jogo original de 1994, que mais tarde se tornou um dos principais antagonistas da série para cada edição seguinte. Ele participa do torneio King of Iron Fist organizado por seu pai abusivo Heihachi Mishima (三島 平八), CEO do conglomerado mundial Mishima Zaibatsu. Substituindo-o como CEO, Kazuya se torna corrupto e se envolve em empreendimentos mais cruéis em sua busca pelo poder. Heihachi finalmente recupera o controle e ambos permanecem antagonistas na série. Jin Kazama (風間 仁), filho de Kazuya e verdadeiro protagonista de Tekken, descreve seu conflito como um ciclo de abuso que ele busca encerrar.[10]
- Em Assassin's Creed III, o jogador controla o personagem Haytham Kenway por aproximadamente o primeiro terço do jogo enquanto ele viaja para as treze colônias britânicas para encontrar artefatos da Primeira Civilização e expandir a influência de sua organização nas colônias. No final de suas sequências, é revelado que a organização de Haytham é na verdade a Ordem dos Templários, os vilões principais da série, e que Haytham é seu Grão-Mestre, tornando-o o principal antagonista do jogo. A perspectiva do jogador é então mudada para o filho ilegítimo de Haytham, Ratonhnaké:ton, também conhecido como Connor, o verdadeiro protagonista, que se torna um Assassino e eventualmente encontra Haytham. Antes do lançamento de Assassin's Creed III, Connor foi anunciado como o único personagem jogável do jogo e Haytham nem foi incluído em nenhum material de marketing, para tornar essa reviravolta mais surpreendente para os jogadores.
- Em Danganronpa V3: Killing Harmony, o jogador controla Kaede Akamatsu durante o prólogo e o primeiro capítulo do jogo. No final do primeiro capítulo, é revelado que Kaede foi a assassina no primeiro caso de assassinato do jogo, sendo assim executada por Monokuma. A partir desse ponto, o jogador controla outro personagem, Shuichi Saihara . Antes do lançamento de Danganronpa V3, Kaede foi anunciado como o único personagem jogável, e Shuichi foi promovido apenas como um dos personagens não jogáveis, para tornar essa reviravolta surpreendente para os jogadores.
- The Last of Us Part II permite ao jogador controlar a antagonista Abby durante sua introdução no prólogo até que ela mate Joel por razões desconhecidas. Ellie busca vingança e é controlada pelo jogador por três dias no jogo até encontrar Abby novamente. O encontro deles é interrompido e o jogador começa a controlar Abby em um flashback, jogando os mesmos três dias de sua perspectiva e descobrindo sua motivação para matar Joel. Ao chegar ao ponto de seu encontro com Ellie, o jogador luta contra ela enquanto controla Abby. O jogador então alterna entre os dois personagens, culminando em uma batalha final contra Abby enquanto joga como Ellie.[11] O objetivo desta decisão, conforme declarado pelo diretor criativo do jogo e co-roteirista Neil Druckmann, era fazer o jogador odiar Abby por assassinar Joel e, posteriormente, simpatizar com ela por suas vulnerabilidades. Controlar Abby no início do jogo antes que ficasse claro que ela era a antagonista foi feito para tornar mais fácil para o jogador se conectar com ela.[12][13]